# تيرنات (إيطاليا)
تيرنات (بالإيطالية: Ternate)‏ هي كومونا (بلدية) تنتمي لمقاطعة فاريزي بمنطقة لومباردي الإيطالية، وتقع على بعد 50 كيلومتر (31 ميل) شمال غرب ميلانو وحوالي 11 كيلومتر (7 ميل) جنوب غرب فاريزي. اعتبارًا من 31 ديسمبر 2004، بلغ عدد سكانها 2270 نسمة وتقدر مساحتها بـ 5.1 كيلومتر مربع (2.0 ميل2).
تقع ولاية تيرنات على حدود بلديات بياندرونو وكازاغو برابيا وكومابيو وإنارزو وترافيدونا مونيت وفارانو بورغي.

## وصلات خارجية
- www.comune.ternate.va.it/